# Get like Me
Get like Me è il secondo singolo del rapper statunitense David Banner estratto dal quinto album The Greatest Story Ever Told. Prodotto dallo stesso David Banner, reca la partecipazione del cantante R&B Chris Brown e campiona It's Goin' Down di Yung Joc, il quale, nonostante appaia nel videoclip del singolo e canti anche il ritornello, non è ufficialmente accreditato al di fuori dell'album.

## Informazioni
Get like Me era stata inizialmente pubblicata coi featuring di Chris Brown, Yung Joc e anche Jim Jones; la versione con Jim Jones è poi diventata quella remix, lasciando spazio appunto a quella ufficiale con Chris Brown accreditato e Yung Joc non accreditato.
La canzone risulta essere il secondo singolo più di successo di David Banner, dopo il precedente Play: Get like Me ha infatti raggiunto la posizione n.16 nella Billboard Hot 100, mentre Play aveva raggiunto nel 2005 la posizione n.7 nella stessa classifica.

## Remix e freestyle
Il remix del singolo è in collaborazione con Jim Jones.
Da segnalare che Lil' Wayne ha fatto un freestyle sulla base della canzone intitolato Stuntin, in collaborazione con Drake e contenuto nel mixtape Dedication 3.

## Videoclip
Il videoclip è stato girato a Los Angeles da Ulysses Terrero. Ha debuttato il 13 maggio 2008 su BET a 106 & Park ed include i cameo di Barry Bonds, Gabrielle Union e dei fratelli Maloof Gavin e Joe. Sia Chris Brown, sia Yung Joc appaiono nel video. Il videoclip è disponibile su siti come YouTube.

## Classifica
| Chart (2008)                            | Posizione massima |
| --------------------------------------- | ----------------- |
| Stati Uniti d'America Billboard Hot 100 | 16                |
| U.S.A. Billboard Hot 100 Airplay        | 21                |
| U.S.A. Billboard Hot R&B/Hip-Hop Songs  | 7                 |
| U.S.A. Billboard Hot Rap Tracks         | 2                 |
| U.S.A. Billboard Hot Ringtones          | 23                |
| U.S.A. Billboard Hot Digital Songs      | 23                |
| U.S.A. Billboard Pop 100 Airplay        | 41                |
| U.S.A. Billboard Rhythmic Top 40        | 1                 |
| U.S.A. Billboard Pop 100                | 38                |
| World Singles Top 40                    | 38                |